# 2022–2023-as szlovák labdarúgó-bajnokság (első osztály)
A 2022–2023-as szlovák labdarúgó-bajnokság (hivatalos nevén Fortuna liga) a szlovák labdarúgó-bajnokság legmagasabb osztályának 30. kiírása. A bajnok és a címvédő az ŠK Slovan Bratislava.
A 2022-es labdarúgó-világbajnokság miatt a téli szünet hamarabb kezdődött a bajnokságban. Az utolsó teljes fordulót november 11-13. között rendezték meg, november 24. és 27. néhány elhalasztott mérkőzést rendeztek meg. 2023. február 10-12. között folytatódott a világbajnokság után a bajnokság.

## Csapatok

### Csapatváltozások
| Feljutott az első osztályba              | Kiesett a másodosztályba |
| ---------------------------------------- | ------------------------ |
| Podbrezová Dukla Banská Bystrica Skalica | Pohronie Sereď Senica    |

A bajnokságon 12 csapat vett részt: a tavalyi bajnokság bennmaradt 9 csapata, és 3 feljutó. A másodosztály első három helyezettje (a Podbrezová, a Dukla Banská Bystrica és a Skalica) feljutott az élvonalba. A Dukla Banská Bystrica és Skalica a Sereď és a Senica csapatai helyett kerültek fel, mert a két klub nem kapott licencet.

### Részt vevő csapatok
| Csapat                   | Város            | Stadion                   |
| ------------------------ | ---------------- | ------------------------- |
| AS Trenčín               | Trencsén         | na Sihoti Stadion         |
| Dunajská Streda          | Dunaszerdahely   | MOL Aréna                 |
| Spartak Trnava           | Nagyszombat      | Anton Malatinský Stadium  |
| ViOn Zlaté Moravce       | Aranyosmarót     | Štadión FC ViOn           |
| Podbrezová               | Zólyombrézó      | ZELPO Aréna               |
| Dukla Banská Bystrica    | Besztercebánya   | Národný Atletický Štadion |
| Ružomberok               | Rózsahegy        | MFK Ružomberok Stadion    |
| Skalica                  | Szakolca         | Mestský štadion Skalica   |
| Tatran Liptovský Mikuláš | Liptószentmiklós | NTC Poprad                |
| Zemplín Michalovce       | Nagymihály       | Mestský futbalový štadión |
| Žilina                   | Zsolna           | Štadión Pod Dubňom        |
| ŠK Slovan Bratislava     | Pozsony          | Tehelné pole              |

## Az alapszakasz eredménye
| Hely. | Csapat                   | M  | Gy | D  | V  | G+ | G– | Gk  | P  | Továbbjutás |
| ----- | ------------------------ | -- | -- | -- | -- | -- | -- | --- | -- | ----------- |
| 1.    | DAC Dunajská Streda      | 22 | 14 | 6  | 2  | 39 | 17 | +22 | 48 | felsőház    |
| 2.    | Slovan Bratislava        | 22 | 14 | 5  | 3  | 47 | 23 | +24 | 47 | felsőház    |
| 3.    | Spartak Trnava           | 22 | 12 | 4  | 6  | 39 | 26 | +13 | 40 | felsőház    |
| 4.    | Podbrezová               | 22 | 9  | 8  | 5  | 32 | 24 | +8  | 35 | felsőház    |
| 5.    | Žilina                   | 22 | 9  | 4  | 9  | 34 | 33 | +1  | 31 | felsőház    |
| 6.    | Dukla Banská Bystrica    | 22 | 9  | 4  | 9  | 34 | 37 | −3  | 31 | felsőház    |
| 7.    | Ružomberok               | 22 | 7  | 9  | 6  | 24 | 22 | +2  | 30 | alsóház     |
| 8.    | Zemplín Michalovce       | 22 | 6  | 5  | 11 | 22 | 34 | −12 | 23 | alsóház     |
| 9.    | Zlaté Moravce            | 22 | 4  | 11 | 7  | 28 | 35 | −7  | 23 | alsóház     |
| 10.   | Trenčín                  | 22 | 5  | 7  | 10 | 20 | 33 | −13 | 22 | alsóház     |
| 11.   | Skalica                  | 22 | 4  | 7  | 11 | 19 | 31 | −12 | 19 | alsóház     |
| 12.   | Tatran Liptovský Mikuláš | 22 | 1  | 6  | 15 | 17 | 40 | −23 | 9  | alsóház     |

- az egymás ellen játszott bajnoki mérkőzések pontkülönbsége;
- az egymás ellen játszott bajnoki mérkőzések gólkülönbsége;
- az egymás ellen játszott bajnoki mérkőzéseken szerzett gólok száma;
- a bajnoki mérkőzések gólkülönbsége;
- a bajnoki mérkőzéseken szerzett gólok száma;

## Rájátszás Felsőház
| Hely. | Csapat                | M  | Gy | D | V  | G+ | G– | Gk  | P  | Továbbjutás                                          |
| ----- | --------------------- | -- | -- | - | -- | -- | -- | --- | -- | ---------------------------------------------------- |
| 1.    | Slovan Bratislava (B) | 32 | 21 | 6 | 5  | 65 | 32 | +33 | 69 | Bajnokok ligája 1. selejtezőkör                      |
| 2.    | DAC Dunajská Streda   | 32 | 20 | 7 | 5  | 54 | 29 | +25 | 67 | Európa Konferencia Liga 1. selejtezőkör              |
| 3.    | Spartak Trnava        | 32 | 15 | 7 | 10 | 55 | 38 | +17 | 52 | Európa Konferencia Liga 2. selejtezőkör              |
| 4.    | Podbrezová            | 32 | 13 | 8 | 11 | 44 | 44 | 0   | 47 | Európa Konferencia Liga indulásért való pótselejtező |
| 5.    | Dukla Banská Bystrica | 32 | 13 | 5 | 14 | 50 | 56 | −6  | 44 | Európa Konferencia Liga indulásért való pótselejtező |
| 6.    | Žilina                | 32 | 11 | 6 | 15 | 49 | 53 | −4  | 39 | Európa Konferencia Liga indulásért való pótselejtező |

1. ↑  A Spartak Trnava a Szlovák Kupa-győztesként kvalifikálta magát az Európa-liga 2. selejtezőkörébe.

## Rájátszás Alsóház
| Hely. | Csapat                       | M  | Gy | D  | V  | G+ | G– | Gk  | P  | Továbbjutás vagy kiesés                              |
| ----- | ---------------------------- | -- | -- | -- | -- | -- | -- | --- | -- | ---------------------------------------------------- |
| 1.    | Ružomberok                   | 32 | 12 | 11 | 9  | 43 | 31 | +12 | 47 | Európa Konferencia Liga indulásért való pótselejtező |
| 2.    | Skalica                      | 32 | 10 | 10 | 12 | 38 | 38 | 0   | 40 |                                                      |
| 3.    | Trenčín                      | 32 | 9  | 9  | 14 | 35 | 52 | −17 | 36 |                                                      |
| 4.    | Zemplín Michalovce           | 32 | 9  | 9  | 14 | 39 | 50 | −11 | 36 |                                                      |
| 5.    | Zlaté Moravce                | 32 | 6  | 13 | 13 | 35 | 49 | −14 | 31 | Osztályozó                                           |
| 6.    | Tatran Liptovský Mikuláš (K) | 32 | 3  | 9  | 20 | 24 | 59 | −35 | 18 | Kiesés                                               |

## Európa Konferencia Liga indulásért való pótselejtező

### Elődöntő
| 2023. május 23. 17:30 |

| Podbrezová   | 0-3               | Ružomberok                                    |
| ------------ | ----------------- | --------------------------------------------- |
| Bakaľa 45+2′ | (0-3) Jegyzőkönyv | Madleňák 3' Gerec 43' Chrien 45+3' (11-esből) |

| ZELPO Aréna, Zólyombrézó Nézőszám: 1130 Játékvezető: Peter Kráľovič |

| 2023. május 23. 17:30 |

| Dukla Banská Bystrica | 1-3               | Žilina                            |
| --------------------- | ----------------- | --------------------------------- |
| Depetris 71'          | (0-1) Jegyzőkönyv | Rusnák 36' Kopas 89' Galčík 90+4' |

| Národný Atletický Štadion, Besztercebánya Nézőszám: 1511 Játékvezető: Michal Smolák |

### Döntő
| 2023. május 26. 17:30 |

| Žilina                            | 3-1               | Ružomberok   |
| --------------------------------- | ----------------- | ------------ |
| Galčík 39' Kaprálik 62' Ďuriš 70' | (1-0) Jegyzőkönyv | Madleňák 53' |

| Štadión Pod Dubňom, Zsolna Nézőszám: 2072 Játékvezető: Michal Smolák |

## Osztályozó
Az osztályozó mérkőzést a bajnokság 11. helyezettje és a 2.Liga ezüstérmese között rendezik meg.
| 2023. május 23. 15:30 |

| Tatran Prešov | 1-0               | Zlaté Moravce |
| ------------- | ----------------- | ------------- |
| Baran 33'     | (1-0) Jegyzőkönyv |               |

| Futbalový štadión Ličartovce, Eperjes Nézőszám: 1388 Játékvezető: Ivan Kružliak |

| 2023. május 26. 20:30 |

| Zlaté Moravce               | 3-0               | Tatran Prešov              |
| --------------------------- | ----------------- | -------------------------- |
| Mondek 25' 90+1' Ikugar 69' | (0-3) Jegyzőkönyv | Dolný 42' Šimko 89′, 90+6′ |

| Štadión FC ViOn, Aranyosmarót Nézőszám: 3120 Játékvezető: Ivan Kružliak |

## Statisztika
Utoljára frissítve: 2022. május 26.

### Góllövőlista
| #  | Játékos            | Klub                  | Gólok száma |
| -- | ------------------ | --------------------- | ----------- |
| 1  | Nikola Krstović    | DAC Dunajská Streda   | 18          |
| 2  | Aleksandar Čavrić  | Slovan Bratislava     | 15          |
| 2  | Róbert Polievka    | Dukla Banská Bystrica | 15          |
| 4  | Abdulrahman Taiwo  | Spartak Trnava        | 14          |
| 5  | Andrej Fábry       | Skalica               | 11          |
| 6  | David Depetris1    | Dukla Banská Bystrica | 9           |
| 6  | Vladimír Weiss Jr. | Slovan Bratislava     | 9           |
| 6  | Moses Cobnan       | Podbrezová            | 9           |
| 6  | Adrián Kaprálik1   | Žilina                | 9           |
| 10 | Kalmár Zsolt       | DAC Dunajská Streda   | 8           |
| 10 | Timotej Jambor     | Žilina                | 8           |
| 10 | Štefan Gerec1      | Ružomberok            | 8           |
| 10 | Dávid Ďuriš        | Žilina                | 8           |

1 plusz 1 gól a pótselejtezőben

### Mesterhármasok
| Forduló | Játékos           | Klub                | Ellenfél              | Végeredmény | Dátum             | Megjegyzés |
| ------- | ----------------- | ------------------- | --------------------- | ----------- | ----------------- | ---------- |
| 17.     | Adrián Kaprálik4  | MŠK Žilina          | Slovan Bratislava     | 4–1 (H)     | 2022. november 6. | [ 6 ]      |
| Ráj.1.  | Nikola Krstović   | DAC Dunajská Streda | Dukla Banská Bystrica | 2–3 (O)     | 2023. március 12. | [ 7 ]      |
| Ráj.10. | Abdulrahman Taiwo | Spartak Trnava      | MŠK Žilina            | 4–2 (H)     | 2023. május 20.   | [ 8 ]      |

4 A játékos 4 gólt szerzett

### Gólpasszok
| # | Játékos         | Klub                | Gólp. |
| - | --------------- | ------------------- | ----- |
| 1 | Lucas Lovat     | Slovan Bratislava   | 8     |
| 2 | Samuel Štefánik | Spartak Trnava      | 6     |
| 2 | Alex Pinto      | DAC Dunajská Streda | 6     |
| 2 | Adrián Kaprálik | Žilina              | 6     |
| 2 | Brian Peña      | Zemplín Michalovce  | 6     |
| 6 | Vladimír Kukoľ  | Podbrezová          | 5     |
| 6 | Ammar Ramadan   | DAC Dunajská Streda | 5     |
| 6 | Andrej Fábry    | Skalica             | 5     |
| 6 | Wisdom Kanu     | Zemplín Michalovce  | 5     |
| 6 | Matúš Rusnák    | Žilina              | 5     |
| 6 | Karol Mondek    | Zlaté Moravce       | 5     |

### Kapott gól nélkül lehozott mérkőzések
| #  | Játékos         | Klub                  | Mérkőzések |
| -- | --------------- | --------------------- | ---------- |
| 1  | Samuel Petráš   | DAC Dunajská Streda   | 10         |
| 2  | Martin Junas    | Skalica               | 9          |
| 3  | Patrik Lukáč    | Zlaté Moravce         | 8          |
| 3  | Richard Ludha   | Podbrezová            | 8          |
| 3  | Száraz Benjamin | Zemplín Michalovce    | 8          |
| 6  | Ľubomír Belko   | Žilina                | 7          |
| 6  | Dominik Takáč   | Spartak Trnava        | 7          |
| 8  | Matúš Hruška    | Dukla Banská Bystrica | 6          |
| 8  | Adrián Chovan   | Slovan Bratislava     | 6          |
| 10 | Michal Kukučka  | Trenčín               | 5          |
| 10 | Ivan Krajčírik  | Ružomberok            | 5          |
| 10 | Martin Trnovský | Slovan Bratislava     | 5          |

## Díjak

### A hónap legjobb játékosai
| Hónap      | Hónap Játékosa    | Hónap Játékosa        | Hónap gólja        | Hónap gólja              | Források      |
| Hónap      | Játékos           | Csapat                | Játékos            | Csapat                   | Források      |
| ---------- | ----------------- | --------------------- | ------------------ | ------------------------ | ------------- |
| Július     | Nikola Krstović   | DAC Dunajská Streda   | Nikola Krstović    | DAC Dunajská Streda      | [ 11 ] [ 12 ] |
| Augusztus  | Róbert Polievka   | Dukla Banská Bystrica | Adam Kopas         | Žilina                   | [ 13 ] [ 14 ] |
| Szeptember | Dávid Ďuriš       | Žilina                | Dávid Ďuriš        | Žilina                   | [ 15 ] [ 16 ] |
| Október    | Nikola Krstović   | DAC Dunajská Streda   | Rastislav Václavík | Tatran Liptovský Mikuláš | [ 17 ] [ 18 ] |
| November   | Aleksandar Čavrić | Slovan Bratislava     | Azeez Oseni        | Spartak Trnava           | [ 19 ] [ 20 ] |
| Február    | Róbert Polievka   | Dukla Banská Bystrica | Róbert Polievka    | Dukla Banská Bystrica    | [ 21 ] [ 22 ] |
| Március    | Nikola Krstović   | DAC Dunajská Streda   | Szánthó Regő       | DAC Dunajská Streda      | [ 23 ] [ 24 ] |
| Április    | Aleksandar Čavrić | Slovan Bratislava     | Vladimír Weiss Jr. | Slovan Bratislava        | [ 25 ]        |

### Egyéni díjazottak
| Díj                   | Győztes            | Klub              | Forrás(ok) |
| --------------------- | ------------------ | ----------------- | ---------- |
| A szezon vezetőedzője | Vladimír Weiss     | Slovan Bratislava | [ 26 ]     |
| A szezon játékosa     | Vladimír Weiss Jr. | Slovan Bratislava | [ 26 ]     |
| A szezon újonca       | Artur Gajdoš       | Trenčín           | [ 26 ]     |

### A szezon csapata
| Poz. | Játékos            | Klub                  | Forr.  |
| ---- | ------------------ | --------------------- | ------ |
| K    | Ľubomír Belko      | Žilina                | [ 26 ] |
| V    | Jurij Medveděv     | Slovan Bratislava     | [ 26 ] |
| V    | Guram Kashia       | Slovan Bratislava     | [ 26 ] |
| V    | Marek Bartoš       | Podbrezová            | [ 26 ] |
| V    | Lucas Lovat        | Slovan Bratislava     | [ 26 ] |
| KP   | Aleksandar Čavrić  | Slovan Bratislava     | [ 26 ] |
| KP   | Juraj Kucka        | Slovan Bratislava     | [ 26 ] |
| KP   | Miroslav Káčer     | DAC Dunajská Streda   | [ 26 ] |
| KP   | Vladimír Weiss Jr. | Slovan Bratislava     | [ 26 ] |
| CS   | Róbert Polievka    | Dukla Banská Bystrica | [ 26 ] |
| CS   | Nikola Krstović    | DAC Dunajská Streda   | [ 26 ] |